# Bánfa
Bánfa ist eine ungarische Gemeinde im Kreis Szigetvár im Komitat Baranya.

## Geschichte
Bánfa wurde bereits 1289 als Baanfolva urkundlich erwähnt.